# Asaphodes nehata
Asaphodes nehata là một loài bướm đêm trong họ Geometridae.